# Aileen Wuornos
Aileen Wuornos, all'anagrafe Aileen Carol Pittman (Rochester, 29 febbraio 1956 – Raiford, 9 ottobre 2002), è stata una serial killer statunitense.

## Biografia

### Gioventù
Fin dall'infanzia la sua vita fu molto travagliata: la madre, Diane Wuornos (12 aprile 1939-2002), aveva 15 anni quando sposò il padre, Leo Dale Pittman (16 marzo 1936-30 gennaio 1969), affetto da schizofrenia. Insieme ebbero Keith (14 marzo 1955-17 luglio 1976) e Aileen, prima di divorziare meno di due anni dopo. Pittman venne rinchiuso in prigione con l'accusa di violenza su minori e poco dopo si impiccò nella cella. Quando Aileen compì quattro anni, la madre affidò lei e il fratello Keith ai nonni materni Lauri Jacob Wuornos (28 gennaio 1911-12 marzo 1976) e Aileen Britta (1º febbraio 1917-7 luglio 1971), ma neanche qui i bambini riuscirono a godere di condizioni di vita particolarmente stabili. Il nonno infatti era un alcolista. A 10 anni ebbe i suoi primi rapporti sessuali con il fratello e a 11 anni cominciò a prostituirsi. A 14 anni Aileen venne violentata da un amico di famiglia e rimase incinta: il bambino venne portato in un istituto, in cui venne successivamente adottato. Qualche mese dopo la nascita del bambino, Aileen lasciò la scuola, la nonna morì di insufficienza epatica e il nonno la buttò fuori casa. Per mantenersi cominciò a prostituirsi.
Nel 1974 venne arrestata la prima volta per guida in stato di ebbrezza, disturbo della quiete pubblica e per aver sparato con una pistola calibro 22 da un veicolo in movimento. Aileen però non si presentò in tribunale. Nel 1976, appena ventenne, sposò il facoltoso sessantanovenne Lewis Gratz Fell. Tuttavia, venne arrestata nuovamente per aver aggredito un cliente in un bar e finì per colpire anche Fell, che chiese un ordine di restrizione nei suoi confronti. Il 14 luglio tornò in Michigan, dove venne nuovamente arrestata per aver aggredito un barista. Due giorni dopo il fratello Keith morì per un cancro all'esofago e Aileen ottenne 10000 $ dall'assicurazione. Il 21 luglio annullò il suo matrimonio con Fell, dopo nove settimane dalla cerimonia.
Nel gennaio 1986 venne arrestata con l'accusa di furto di auto, resistenza alla polizia e per aver fornito false generalità, mentre nel giugno dello stesso anno venne arrestata per aver minacciato un uomo con una pistola chiedendo dei soldi. Durante questo periodo intrecciò una relazione con Tyria Moore, una cameriera conosciuta in un locale gay. Le due andarono a vivere insieme e Aileen manteneva entrambe continuando a prostituirsi.

### Gli omicidi
Le due donne continuarono a vivere insieme fino al 30 novembre 1989 quando Aileen ritornò a casa della compagna con l'auto della sua prima vittima, raccontando a Tyria di aver ucciso un suo cliente e di avergli sottratto il veicolo. L'auto era di Richard Mallory e il suo corpo venne trovato il 13 dicembre dello stesso anno in un bosco vicino all'autostrada.
Il 5 maggio 1990 venne ritrovato il cadavere di un uomo, ucciso da due colpi di calibro 22, che a causa dell'avanzato stato di decomposizione non verrà mai identificato. Nel giugno seguente, nei pressi della strada Interstate 19 in Florida, venne ritrovato il corpo di David Spears, camionista ucciso con sei colpi di calibro 22. Il detective Orange ritrovò il mezzo dell'uomo spoglio di qualsiasi indizio; le indagini sulla vita personale e sociale di Spears non portarono ad alcun fatto rilevante. La relazione effettuata in merito da una criminologa fece però emergere due cose: l'omicidio non sembrava la conseguenza di un tentativo di furto, e l'assassino era probabilmente una donna.
Il 6 giugno dello stesso anno venne trovata un'altra vittima in avanzato stato di decomposizione, la cui identità rimase un mistero fino al ritrovamento della sua automobile a qualche chilometro di distanza: l'uomo era Charles Carskadonn, un allevatore di bestiame ucciso con nove colpi di calibro 22. Un'altra persona, Eugene Burness, venne trovata morta lungo l'Interstate 75, ma stavolta l'investigatore Tom Muck riscontrò delle analogie con i vari crimini e la stretta vicinanza fra loro fece per la prima volta affiorare l'ipotesi di un serial killer. Nel settembre del 1990 venne trovato Dick Humphreys, anche lui ucciso da molteplici colpi di calibro 22. Stessa sorte toccò poco dopo al poliziotto in pensione Walter Jeno Antonio, ucciso nel novembre dello stesso anno con quattro colpi della stessa arma.

### Indagini e arresto
La polizia, costituendo una task force, elaborò un profilo volto a ricostruire il modus operandi della serial killer: per la prima volta si ipotizzò che si potesse trattare di una prostituta che, dopo aver adescato le vittime, le uccideva. La svolta delle indagini si ebbe quando Wuornos depositò a un banco dei pegni una videocamera appartenuta a una delle sue vittime (Mallory), lasciando così impronte digitali che gli inquirenti confrontarono con successo con quelle ritrovate su una delle scene del crimine.
L'arresto avvenne a una festa di motociclisti, e il reato contestato era quello di porto d'armi abusivo; questo capo di imputazione non sarebbe certo stato sufficiente per un processo, ma la compagna di Aileen, Tyria, nel corso di un interrogatorio confessò i crimini della convivente. In mancanza di alcuni decisivi dettagli, i poliziotti chiesero a Tyria di parlare con Aileen al telefono per spingerla a tradirsi. Durante la conversazione Tyria fece quindi delle allusioni sugli omicidi compiuti da Aileen e, per quanto la donna avesse probabilmente capito di essere intercettata, decise di parlare e confessare, scagionando quindi la fidanzata e prendendosi da sola le responsabilità di tutti i crimini.

### Il processo e l'esecuzione
Il processo iniziò nel gennaio del 1992 e, anche se Aileen venne accusata solamente del primo omicidio, la corte della Florida non tenne in considerazione l'attenuante della violenza e il 27 gennaio le inflisse la condanna a morte. La difesa sostenne che gli omicidi erano stati commessi in seguito a tentativi di violenza (in particolare riguardanti pratiche di sodomia) inflitti alla prostituta da parte dei clienti.
Il 15 maggio dello stesso anno Aileen Wuornos venne condannata anche per altri tre omicidi e nel febbraio del 1992 fu ritenuta colpevole anche per l'ultimo omicidio, quello di Walter Gino Antonio. Ricorse in appello senza successo e continuò ad affermare il suo disprezzo per la vita e il suo desiderio di continuare a far del male. A dispetto di ciò, le perizie psichiatriche la consideravano capace di intendere e di volere. Dopo il processo del febbraio 1992 Aileen e Tyria non si incontrarono e non si parlarono mai più. Aileen Wuornos venne giustiziata tramite iniezione letale il 9 ottobre 2002, dopo 12 anni trascorsi nella prigione di stato di Raiford, in Florida.
Dopo la morte il suo corpo venne cremato, le sue ceneri vennero prese da Dawn Botkins, un'amica d'infanzia, e portate nella sua città nativa nel Michigan e sparse sotto un albero. Chiese che al suo funerale fosse suonata la canzone di Natalie Merchant, Carnival:
(Natalie Merchant)

## Riferimenti nella cultura di massa
- La sua vita ha ispirato tre film biografici: il film TV Overkill: The Aileen Wuornos Story (1992), con protagonista Jean Smart, Monster (2003), in cui la parte della Wuornos venne affidata a Charlize Theron, che per questo ruolo vinse l'Oscar alla miglior attrice nel 2004 e Caccia al Killer: Monster con Peyton List e Tobin Bell nel 2021.
- L'attrice Lily Rabe interpreta la serial killer in un episodio della serie televisiva American Horror Story: Hotel (2015).
- La sua storia ha ispirato il videoclip Press della rapper Cardi B (2019).
- La sua storia è trattata nel documentario Netflix Caccia ai killer.
- La sua storia è descritta anche nella serie Alex Cross (serie televisiva) e delinea gran parte della trama principale della serie stessa.